# Milà-Sanremo 1972

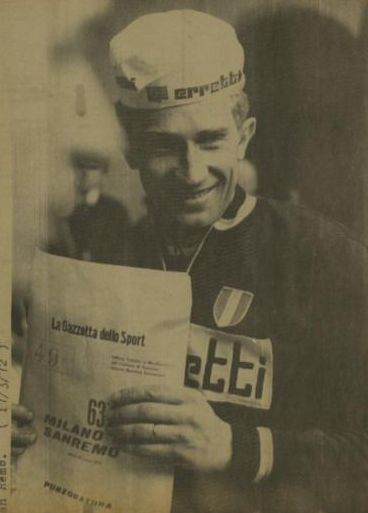
Gianni Motta, ciclista italià que finalitzà en segona posició.

La Milà-Sanremo 1972 fou la 63a edició de la Milà-Sanremo. La cursa es disputà el 19 de març de 1972 i va ser guanyada pel belga Eddy Merckx, que s'imposà en solitari a la meta de Sanremo i d'aquesta manera guanyava la seva cinquena edició de la Milà-Sanremo.
178 ciclistes hi van prendre part, acabant la cursa 90 d'ells.

## Classificació final
|    | Ciclista         | Equip             | Temps      |
| -- | ---------------- | ----------------- | ---------- |
| 1  | Eddy Merckx      | Molteni           | 6h 33' 32" |
| 2  | Gianni Motta     | Ferretti          | + 09"      |
| 3  | Marino Basso     | Salvarani         | m. t.      |
| 4  | Frans Verbeeck   | Watney-Avia       | m. t.      |
| 5  | Rolf Wolfshohl   | Rokado            | m. t.      |
| 6  | Michele Dancelli | Scic              | m. t.      |
| 7  | Domingo Perurena | KAS-Kaskol        | m. t.      |
| 8  | André Dierickx   | Flandria-Beaulieu | m. t.      |
| 9  | Gösta Pettersson | Ferretti          | m. t.      |
| 10 | Tomas Pettersson | Ferretti          | m. t.      |